# Brigstock
Brigstock – wieś w Anglii, w hrabstwie Northamptonshire, w dystrykcie (unitary authority) North Northamptonshire. Leży 32 km na północny wschód od miasta Northampton i 111 km na północ od Londynu. Miejscowość liczy 1329 mieszkańców.